# آش برانون
آش برانون (بالإنجليزية: Ash Brannon)‏ هو رسام رسوم متحركة وكاتب ومخرج أمريكي. كان فنان قصة ويخرج الرسوم المتحركة في حكاية لعبة ومخرج مشارك في حكاية لعبة 2. إلى جانب عمله في بيكسار ، عمل أيضًا مع دريم ووركس أنيميشن في عبر السياج و سوني بيكتشرز أنيميشن على ركوب الأمواج. كما أخرج وكتب فيلم الرسوم المتحركة بالكمبيوتر كلب الروك لعام 2016.

## أعمال
- حورية البحر
- حكاية لعبة
- حياة حشرة
- حكاية لعبة 2
- عبر السياج
- موسم صيد
- ركوب الأمواج
- كلب الروك[1]

## روابط خارجية
- آش برانون في قاعدة بيانات الأفلام على الإنترنت